# Pleymo
Pleymo ist eine französische Band, die 1997 gegründet wurde. Stilistisch setzt sie auf Crossover und in alten Zeiten noch eher auf Nu Metal. Außer in Frankreich konnte sich die Band auch besonders in Japan einen Namen machen und ging dort auch auf Tour.

## Diskografie

### Alben
- 1999: Keçkispasse? (Wat Music)

| Jahr | Titel Musiklabel              | Höchstplatzierung, Gesamtwochen, AuszeichnungChartplatzierungen (Jahr, Titel, Musiklabel, Platzierungen, Wochen, Auszeichnungen, Anmerkungen) | Höchstplatzierung, Gesamtwochen, AuszeichnungChartplatzierungen (Jahr, Titel, Musiklabel, Platzierungen, Wochen, Auszeichnungen, Anmerkungen) | Höchstplatzierung, Gesamtwochen, AuszeichnungChartplatzierungen (Jahr, Titel, Musiklabel, Platzierungen, Wochen, Auszeichnungen, Anmerkungen) | Anmerkungen                            |
| Jahr | Titel Musiklabel              | FR | BEW | CH | Anmerkungen                            |
| ---- | ----------------------------- | --- | --- | --- | -------------------------------------- |
| 2002 | Episode 2: Medecine Cake Epic | FR13 (8 Wo.)FR | — | — | Erstveröffentlichung: 5. Juni 2002     |
| 2003 | Rock Sony                     | FR14 Gold · (23 Wo.)FR | BEW38 (11 Wo.)BEW | CH87 (1 Wo.)CH | Erstveröffentlichung: 27. Oktober 2003 |
| 2005 | Ce soir c’est grand soir Sony | FR143 (1 Wo.)FR | — | — | Erstveröffentlichung: September 2005   |
| 2006 | Alphabet Prison Sony          | FR17 (6 Wo.)FR | BEW38 (5 Wo.)BEW | CH77 (2 Wo.)CH |                                        |

### EPs
| Jahr | Titel     | Höchstplatzierung, Gesamtwochen, AuszeichnungChartsChartplatzierungen (Jahr, Titel, Platzierungen, Wochen, Auszeichnungen, Anmerkungen) | Anmerkungen |
| Jahr | Titel     | FR | Anmerkungen |
| ---- | --------- | --- | ----------- |
| 2002 | Live Sony | FR91 (1 Wo.)FR |             |